# Mámbita
Mámbita es un centro poblado del municipio de Ubalá en Colombia

## Geografía
Localizado en la parte occidental de la zona B del municipio de Ubalá a orillas del río Guavio a 1640 metros sobre el nivel del mar, dentro de los Farallones de Medina, montaña que separa las regiones Andina de la Orinoquía y en los límites al norte con el municipio boyacense de Santa María.
Dista por el occidente del casco urbano de Ubalá (en 45 km) y de Bogotá (152 km); al sur por el centro poblado de San Pedro de Jagua (19 km), Medina (49 km) y Paratebueno (75 km) y al norte por Santa María (16 km).
Eclesiásticamente pertenece a la diócesis de Zipaquirá.

## Movilidad
Desde Bogotá 
- Se puede acceder desde las localidades de Chapinero (Calle 85-Carrera 7, Ruta Nacional 50) y Usaquén (Vía Codito-San Cayetano) hacia el municipio de La Calera y de allí por Guasca se llega a Ubalá al oriente, pasando por la inspección de Palomas en Gachalá.[3][4]
- Por el norte de la capital se puede acceder desde la Autopista Norte entre Chía y Chocontá por la ruta Nacional 55 hasta el embalse del Sisga y luego por la 56 atravesando las provincias de Oriente y Neira el departamento de Boyacá siguiendo el acceso a la Represa del Chivor hasta Santa María y luego al sur reentrando a Cundinamarca por la zona B de Ubalá[5]por el puente Balceadero.[6]

Desde Villavicencio
- Se puede ir desde Cumaral hasta el río Humea por la vereda El Japón de Paratebueno en la ruta nacional 65 e ir al norte hacia Medina y San Pedro de Jagua.

La empresa Flota Valle de Tenza cubre el transporte intermunicipal entre Bogotá (Terminal del Salitre) y Mámbita.